# Попов, Александр Васильевич (востоковед)
Алекса́ндр Васи́льевич Попо́в (1808—1865) — российский востоковед, монголовед.

## Биография
Родился в г. Царицыне Саратовской губернии в 1808 году. Учился в Астраханском уездном училище, а затем в Астраханской гимназии, где изучались персидский и татарский языки. С 1822 года учился в Казанской гимназии, которую окончил в 1825 году. Продолжил обучение в Казанском университете, из которого был выпущен в 1828 году со степенью действительного студента и отправлен в Восточную Сибирь. Несколько лет жил между бурятами; изучал монгольский и тибетский языки.
В 1833 году выдержал в июне при Академии наук особое испытание в монгольской словесности, вернулся в Казань и был определён в Казанский университет адъюнктом монгольского языка, который преподавал и в 1-й Казанской гимназии. В 1835 году был утверждён экстраординарным профессором по кафедре монгольского языка. В 1836 году, за издание «Монгольской хрестоматии» (в 2-х ч. — Казань, 1836), получил орден Св. Станислава 4-й степени. В 1838 году предпринял путешествие в калмыцкие степи для исследования различий между двумя родственными языками: монгольским и калмыцким. С 1844 года также преподавал монгольский и калмыцкий языки в Казанской духовной академии.
С 23 июля 1846 года — ординарный профессор Казанского университета.
В 1849 году за изданную им в 1847 году «Грамматику калмыцкого языка» А. В. Попов получил полную Демидовскую премию.
Весной 1851 года предпринял неудачную попытку перейти на службу в Петербургский цензурный комитет.
В октябре 1853 года уволился из Казанского университета для поступления на службу в Санкт-Петербург, по ведомству министерства государственных имуществ. С 1855 года состоял ординарным профессором по кафедре калмыцкого языка и словесности Санкт-Петербургском университете.
В 1859 году имел чин действительного статского советника. В 1860 году был назначен инспектором училищ Западной Сибири.
По поручению Священного синода, Попов просматривал переводы на монгольский язык русских богослужебных книг.
Умер, уже выйдя в отставку, в 1865 году.

## Список публикаций
- «Монгольская хрестоматия со словарем к ней» (Казань, 1836)
- «Арифметика» (для калмыков и бурят, на монгольском яз.; Казань, 1837)
- «Краткие замечания о приволжских калмыках» (Санкт-Петербург: тип. Имп. Акад. наук, 1839)
- «Грамматика калмыцкого языка» (Казань, 1847)